# Omocestus zhenglanensis
Omocestus zhenglanensis är en insektsart som beskrevs av Zheng, Z. och Yali Han 1998. Omocestus zhenglanensis ingår i släktet Omocestus och familjen gräshoppor. Inga underarter finns listade i Catalogue of Life.